# Gran Hotel Manzana Kempinski La Habana
Le Gran Hotel Manzana Kempinski La Habana ou Manzana de Gómez est le premier hôtel de luxe à ouvrir à La Havane, à Cuba depuis la Révolution. Il est situé dans le bâtiment historique Manzana de Gómez (Gómez Block), un bâtiment du début du XXe siècle qui était à l'origine le premier centre commercial de Cuba.

## Historique

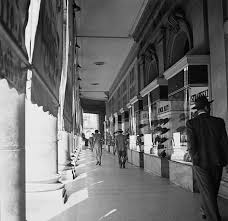
Galerie marchande (vers 1955)

L'immeuble a été construit par un homme d'affaires cubain, José Gómez-Mena Vila,  de 1894 à 1917 en tant que première galerie marchande de style européen à Cuba. La Manzana de Gómez a été le premier bloc urbain entier construit à Cuba au début du XXe siècle entièrement à usage commercial, avec deux rues diagonales intérieures qui traversent le bâtiment dans toutes les directions intégrant la circulation des piétons avec le tissu extérieur. Il est délimité par les rues Neptuno, San Rafael, Zulueta et Monserrate. Par la suite, l'immeuble est occupé par des bureaux du gouvernement cubain et les étages sont utilisés par une école.
La structure du bâtiment a été conservée et l'intérieur transformé en hôtel de luxe de 246 chambres dont 50 suites.  Les chambres mesurent 38 mètres carrés pour les Chambres Patio et 150 mètres carrés pour la Suite Présidentielle. Le maître d'ouvrage de l'opération est le groupe Gaviota,  dirigé par l'armée cubaine
. La gestion est assurée par le groupe allemand Kempinski. L'hôtel a ouvert ses portes le 23 mai 2017. L'inauguration s'est tenue le 8 juin 2017.  L'hôtel dispose d'un centre commercial au rez-de-chaussée, avec des détaillants de luxe dont Versace, Giorgio Armani, Lacoste et Montblanc, revenant aux origines du bâtiment. Le toit-terrasse (rooftop) comprend une piscine à débordement  avec vue sur La Havane.